# Bragolan
Bragolan is een bestuurslaag in het regentschap Purworejo van de provincie Midden-Java, Indonesië. Bragolan telt 1650 inwoners (volkstelling 2010).